# Aynia
Aynia é um género botânico pertencente à família Asteraceae.